# Ronald Allen Harris
Ronald Allen Harris est un boxeur américain né le 8 février 1947 et mort le 31 décembre 1980 à Détroit.

## Carrière
Il participe aux Jeux olympiques d'été de 1964 et remporte la médaille de bronze dans la catégorie des poids légers.

## Référence
1. ↑  (en) Résultats des Jeux olympiques 1964 (amateur-boxing.strefa.pl)